# Georgi Rakovski
Georgi Stojkov Rakovski (bulharsky Георги Стойков Раковски; 2. dubnajul./ 14. dubna 1821greg. – 9. října 1867 Bukurešť) byl bulharský spisovatel a revolucionář, autor známé bulharské poémy Lesní poutník.

## Život
Podobně jako řada tehdejších obrozenců a buditelů i on se dostal do střetu s tehdejší mocí a tak cestoval po různých zemích Evropy i Balkánu, všude vyvíjel revoluční aktivity, jejichž cílem bylo přitáhnout pozornost k bulharské situaci. Vydával časopisy, které hlásaly ideje nejen samostatného Bulharska a jeho církve, ale také i spojenectví všech jižních Slovanů proti Turkům. Je považován za jednoho ze zakladatelů bulharské žurnalistiky.